# Могилевская, Марина Олеговна
Мари́на Оле́говна Могиле́вская (род. 6 августа 1970, Заводоуковск, Тюменская область, РСФСР, СССР) — советская, украинская и российская актриса театра и кино, телеведущая. Заслуженная артистка Российской Федерации (2010).

## Биография
Родилась 6 августа 1970 года в г. Заводоуковск. Окончила Институт народного хозяйства в Киеве и Киевский театральный институт имени И. К. Карпенко-Карого. Затем работала в киевском Театре русской драмы имени Леси Украинки. Вскоре она уехала в Москву.
В кино дебютировала в 1988 году в фильме «Каменная душа», а известность ей принесли работы в сериалах «Русские амазонки», «Марш Турецкого», «Каменская», «Московские окна», «Лучший город Земли», «Склифосовский», «Пять минут до метро», «Кухня».
В 2001 году по её сценарию была поставлена комедия «Когда её совсем не ждёшь», в которой она сама и снялась в главной роли.
С 1998 года являлась ведущей программы «Доброе утро, Россия!» на телеканале «РТР», в 1999—2000 годах была одной из ведущих информационного журнала «Панорама» на этом же канале. В 1998-1999 годах вела на украинском телеканале «1+1» программу «Империя Кино». В 2013 году не очень долгое время вела ток-шоу «ДНК» на телеканале «НТВ».

### Личная жизнь
Первый брак распался в 1996 году. Во второй раз она вышла замуж за продюсера Александра Акопова (род. 22 ноября 1957) 30 апреля 1999 года, но позже они развелись.
19 августа 2011 года родила дочь.

## Творчество

### Роли в театре
- «Человек и джентльмен»
- «Слухи»
- «Королевские игры» — в роли Анны Болейн
- «Фернандо Крапп написал мне это письмо»
- «Двери хлопают»
- «Любовь длиною в ночь» или «Двое с большой дороги»
- «Леди и адмирал»
- «Ведетта-Бабетта, или Любовный капкан»
- «Па-де-де» или «Танец вдвоём»

### Фильмография
| Год       |   | Название                                            | Роль |
| --------- | - | --------------------------------------------------- | --- |
| 1988      | ф | Каменная душа                                       | Маруся |
| 1990      | ф | Распад                                              | Люба |
| 1991      | ф | Телохранитель                                       | жена Терехова |
| 1992      | ф | Игра всерьёз                                        | Скачкова |
| 1992      | с | Тарас Шевченко. Завещание                           | Дзюня Гусаковская                                                                                                  |
| 1992      | ф | Убийство в Саншайн-Менор                            | Лиз |
| 1992      | ф | Человек из команды «Альфа»                          | дочь Майлза |
| 1993      | ф | Гладиатор по найму                                  | Ева Лукачева |
| 1993      | ф | Грешница в маске                                    | проститутка Карла                                                                                                  |
| 1994      | ф | Восьмой рейс                                        | Имя персонажа не указано                                                                                           |
| 1994      | ф | Хоровод                                             | Марина |
| 1995      | ф | Аттентат. Осеннее убийство в Мюнхене                | Марта-Олена |
| 1995      | ф | Остров любви (фильм десятый «Блуд»)                 | Таисия, молодая вдова                                                                                              |
| 1995      | ф | Репортаж                                            | Мэрилу Фоли |
| 1996      | ф | Черноморский рейд                                   | Наталья Поровская, учёный                                                                                          |
| 1997      | ф | История про Ричарда, Милорда и прекрасную Жар-птицу | Имя персонажа не указано                                                                                           |
| 1997      | ф | Танго над пропастью                                 | Лepa |
| 1999      | ф | Директория смерти                                   | Елена |
| 2000      | с | Блюстители порока                                   | Луиза |
| 2000—2005 | с | Каменская                                           | Людмила Семёнова                                                                                                   |
| 2000—2007 | с | Марш Турецкого                                      | Ирина Николаевна Турецкая, жена Александра                                                                         |
| 2001      | ф | Жизнь забавами полна                                | Тамара |
| 2001      | с | Московские окна                                     | Галина Усольцева                                                                                                   |
| 2001      | с | Пятый угол                                          | Нина |
| 2001      | с | Сезон охоты 2                                       | Надежда Варгузова                                                                                                  |
| 2001      | ф | Семейные тайны                                      | Ольга Владимировна Ермакова, бывшая жена Кирилла                                                                   |
| 2001      | ф | Хозяин империи                                      | Алла Соколова |
| 2002      | ф | Всё, что ты любишь…                                 | Мария Игнатьевна                                                                                                   |
| 2002—2003 | с | Русские амазонки                                    | Анна Синцова |
| 2003      | ф | Бальное платье                                      | Клавдия Ивановна                                                                                                   |
| 2003      | ф | Личная жизнь официальных людей                      | Bepa Панина |
| 2003      | с | Лучший город земли                                  | Галина Гладилина (Усольцева)                                                                                       |
| 2003      | ф | Пан или пропал                                      | Ева Нильсен |
| 2004      | с | Красная капелла                                     | Маргарет, жена Винсенте Сьерра («Кента»)                                                                           |
| 2004      | ф | Любовь слепа                                        | Кира |
| 2006      | с | Пять минут до метро                                 | Надя Матвиенко |
| 2006      | ф | Алмазы на десерт                                    | Рита |
| 2006      | с | Грозовые ворота                                     | Нина Евгеньевна, мать рядового Константина Ветрова                                                                 |
| 2006      | ф | Московская история (не был завершён)                | Мила, сестра Артиста                                                                                               |
| 2006      | ф | Прорыв                                              | жена генерал-полковника Селиванова                                                                                 |
| 2007      | ф | Звезда империи                                      | Александра Михайловна Коллонтай                                                                                    |
| 2007      | ф | Мужчина должен платить                              | Марина |
| 2008      | с | Вызов 3 (фильм № 8 «Уровень смерти», 4 серии)       | Вера Аркадьевна, жена мэра города Угорьевска Николая Антоновича Ивашова, бывшая возлюбленная подполковника Хромова |
| 2008      | с | Жестокий бизнес                                     | Инна Владимировна, мать Романа                                                                                     |
| 2008      | ф | Пари                                                | Ольга |
| 2009      | ф | Такова жизнь                                        | Василиса, ветеринар                                                                                                |
| 2010      | с | Дочки-матери                                        | Нина, тётя Юли |
| 2010      | ф | Записки экспедитора Тайной канцелярии               | графиня Фирсанова                                                                                                  |
| 2011      | с | Ералаш (выпуск № 260, сюжет «Белая ворона»)         | Надежда Степановна, директор школы                                                                                 |
| 2012      | ф | Обменяйтесь кольцами                                | Тамара, жена Корнева                                                                                               |
| 2012—2016 | с | Кухня                                               | Елена Павловна Соколова, шеф-повар московского ресторана итальянской кухни Arcobaleno                              |
| 2012—2014 | с | Склифосовский                                       | Вера Георгиевна Зименская, главврач отделения хирургии, с 49 серии сотрудник Министерства здравоохранения          |
| 2014      | с | Плюс Любовь                                         | Раиса Ивановна, мать Любы                                                                                          |
| 2014      | ф | Не в парнях счастье                                 | Елена Станиславовна, мать Сергея                                                                                   |
| 2017      | ф | Кухня. Последняя битва                              | Елена Павловна Соколова                                                                                            |
| 2018      | с | Акварели                                            | Регина |
| 2018      | с | Ералаш (выпуск № 345, сюжет «Задачка»)              | Елена Павловна, учительница                                                                                        |
| 2019—2020 | с | Кухня. Война за отель                               | Елена Павловна Соколова                                                                                            |

### Работа на телевидении
- «Империя кино» (телеканал «1+1»)[уточнить]
- 1998 — «Доброе утро, Россия!» (телеканал «РТР»)
- 2013 — «ДНК» (телеканал «НТВ»)

### Участие в видеоклипах
- 1998 — «Как упоительны в России вечера» — группа «Белый орёл»[9].
- 1998 — «Я куплю тебе новую жизнь» — группа «Белый орёл».
- 1999 — «Женщина любимая» — Павел Зибров.

## Признание и награды
- 1997 — приз за лучшую женскую роль 2-го Международного фестиваля актёров кино «Стожары» в Киеве — за роль Мэрилу Фоли в художественном фильме «Репортаж» режиссёра Владимира Балкашинова.
- 2010 — почётное звание «Заслуженный артист Российской Федерации»[источник не указан 2623 дня].